# Autoritratto (Chagall)
Autoritratto è un dipinto a olio su tela (61,5x51 cm) realizzato il 1959 ed il 1960 dal pittore Marc Chagall.
È conservato nel Corridoio vasariano, presso gli Uffizi a Firenze.